# Château d'Amfreville
Le château d'Amfreville est une ancienne demeure fortifiée, des XIVe et XVe siècles, remaniée aux XVIe et XVIIIe siècles, construite à l'emplacement d'un château primitif fondé au XIe siècle à l'époque de Guillaume le Conquérant, qui se dresse sur l'ancienne commune française d'Amfreville, dans le département de la Manche, en région Normandie. Il fut le centre de la seigneurie d'Amfreville, puis de la baronnie (1615), élevée en marquisat en 1686 en faveur de Charles-François Davy d'Amfreville. L'édifice  est partiellement inscrit au titre des monuments historiques.

## Localisation
Le château et son ancien domaine sont situés dans le Bauptois, petit pays marécageux du Clos du Cotentin, rue de la Rosière, à 800 mètres au nord-est de l'église Saint-Martin d'Amfreville, au sein de la commune nouvelle de Picauville, dans le département français de la Manche. Il est implanté en bordure du marais, bénéficiant ainsi des crues annuelles de janvier-février pour remplir d'eau ses douves.
Le château se dresse au bout d'une avenue privée carrossable longue de presque 900 mètres avant d'arriver devant la porterie.

## Historique
La fondation du château remonte à Guillaume le Conquérant. En 1089, le seigneur d'Amfreville était Richard de Reviers († 1107), seigneur de Vernon et de Néhou, fondateur de l'abbaye de Montebourg toute proche. En 1226, « Amfrveille » appartenait à Guillaume de Reviers.
Selon Théodose du Moncel, s'appuyant sur Charles Duhérissier de Gerville, en 1329, le seigneur d'Amfreville est Guillaume Avenel des Biards. Par mariage, le titre échoit à Jean de Tardes, baron de l'Angle-de-Néhou, qui épouse Françoise des Biards en 1503, puis à Nicolas, baron de Mouy, uni à Françoise de Tardes, dame d'Amfreville, de Néhou et des Biards, en 1533. Leurs fils et petit-fils en héritent.
Le fief, qui relevait de Néhou, devient ensuite la propriété de la famille du Poërier seigneurs de Portbail, à la suite de l'achat de la seigneurie d'Amfreville, en 1604, par Jacques Poërier († 1629 à Rouen et inhumé à Amfreville). 
La baronnie d'Amfreville, plein fief de haubert composée du fief d'Amfreville et du fief de Cauquigny, est rétablie et érigée par lettres patentes du roi de janvier 1615. En 1652, la famille Poërier vend le domaine à Pierre Davy, seigneur de Sortosville,.
La seigneurie d'Amfreville est élevée en marquisat en 1686 en faveur de Charles-François Davy d'Amfreville (1628-1692), lieutenant-général des armées de Louis XIV, et compagnon d'armes du comte de Tourville à la bataille de la Hougue le 29 mai 1692. Par un aveu de 1706 de Charles-Antoine Davy, baron, on apprend qu'il existait à Amfreville une motte « …les hommes dudit fief sont sujets à la réparation des mottes et fossés de mon château ». Le château consiste alors en un ensemble de « basse-cour d'iceluy, composé de plusieurs grands et beaux édifices, auxquels il y a chambres, antichambres, galleries, une grande chapelle au bout appellée la Chapelle Notre-Dame-de-la-Coudre, greniers, caves […], clos et enceint de bonnes et hautes murailles », et le baron avoue « je confère de plein droit à la chapelle fondée en mond[it]… château d'Amfreville ».
Les Davy d'Amfreville donnèrent plusieurs marins, ainsi que deux cardinaux de la curie romaine et deux grands baillis du Cotentin. À la mort du commandeur d'Amfreville, en 1780, la famille du Mesnildot hérite du domaine. Après la Révolution, une grande partie du château fut abandonnée puis détruite. Au XIXe siècle, le château est racheté par les Sesmaisons.

### Possesseurs successifs
Liste non exhaustive.
- Famille de Reviers
  - Richard de Reviers (1089)
  - Guillaume de Reviers (1226)
- Guillaume Avenel des Biards (1329)
- Jean de Tardes (1503), par mariage
- Nicolas de Mouy (1533), par mariage
- Famille Poërier de Portbail (famille subsistante de la noblesse française)
  - Adrien de Poërier[note 6]
- Famille Davy (XVIIe siècle)
  - Pierre Davy d'Amfreville (XVIIe siècle)
  - Charles-François Davy d'Amfreville[note 7]
  - Charles-Antoine Davy (fl. 1706)
- Famille du Mesnildot (1780), par héritage
- Famille de Sesmaisons (XIXe siècle)

## Description
Le château d'Amfreville des XIVe et XVe siècles, remaniée aux XVIe et XVIIIe siècles est formé de deux plateformes : l'une entourée de douves portant le château proprement dit et l'autre portant des petits bâtiments agricoles dont les douves ont été comblées.
L'enceinte « haute », faussement quadrangulaire, est actuellement entourée de douves partiellement sèches et épouse la forme en amande de la plateforme castrale. Il subsiste ici et là quelques vestiges médiévaux mais dans l'ensemble, les logis et dépendances ont été reconstruits ou remaniés au XVIIIe siècle.
La porterie
On pénètre dans la propriété par une avenue plantée, longue de 900 mètres environ, donnant sur la porterie de l'enceinte castrale proprement dite. Ce châtelet d'entrée, tour-porte flanquée de deux hautes tours rondes coiffées d'un toit en poivrière et couvertes en ardoises, percées de meurtrières et de « trous de fusil », est de la fin du XVe siècle ou du début du XVIe siècle. Il est percé d'une grande porte charretière à voûte en berceau à arc en anse de panier à triple ressaut et conserve les rainures servant à relever un ancien pont-levis à flèches remplacé depuis par un pont fixe enjambant des douves sèches. L'étage est occupé par une salle des gardes qui s'éclaire par une seule mais large fenêtre à meneaux pleins sans moulures. Cette salle est couverte par un toit à forte pente. Aucun mur d'enceinte ne fait suite actuellement à droite ni à gauche à cette poterne.
Les logis
Dans la cour intérieur, on trouve les logis.
Il y a en fait deux logis, car on a construit au XVIIIe siècle, peut-être vers 1740, par l'architecte Louis Dacier, à gauche de la porterie, une maison rectangulaire à un étage, accolée à une tour ronde ancienne. Elle comprend un rez-de-chaussée et un étage à cinq jours chacun ; ses lignes d'arêtes sont renforcées de pilastres en pierres de taille régulières.
Le logis principal, du XVIe siècle, un simple rez-de-chaussée, est situé au fond de la cour, côté est de la plateforme, bordé de douves en eaux. Il s'éclaire par de grandes fenêtres à croisée et, dans une toiture de pente moyenne, par trois importantes lucarnes de façades à fronton arrondi que surmontent trois petits clochetons terminés par des boules. La face de ces lucarnes est absolument plane et sans décors. À l'origine l'arrière, prévu pour la défense était aveugle. Une tour polygonale abritant un escalier est construit à la charnière de ce dernier et d'une ancienne chapelle voutée d'ogives de la fin du XIVe siècle dédiée jadis à Notre-Dame-de-la-Coudre et aujourd'hui désaffectée.
La chapelle
La façade à galbe plat de la chapelle, dont les angles sont pourvus de contreforts de hauteur différents est percée d'une porte à accolade surmontée d'une baie gothique qui devait comporter jadis une verrière, tandis qu'à son côté droit, des contreforts plus épais alternent avec des baies gothiques longues. Au sommet de la porte un chaînage apparent se poursuit sur la tour de l'escalier polygonal qui en comporte seul, un autre, plus élevé à son dernier étage.
Un imposant colombier complète l'ensemble. Les communs ont été en partie reconstruits au XXe siècle.

## Protection
La poterne, la chapelle, et le bâtiment attenant à la chapelle sont inscrits au titres des monuments historiques par arrêté du 30 mars 1965.